# 重湖
重湖是一个位于中国湖北省公安县的湖泊，面积约为14.8平方千米，平均水深约为1.5米，蓄水量约为2400万立方米。